# Peter Thienpont
Peter Thienpont (Etikhove, 28 september 1946) is een Belgische politicus voor Open Vld. Hij was burgemeester van Maarkedal tot 2012.

## Biografie
Thienpont volgde in zijn humaniora Latijn-Grieks. Daarna deed hij zijn kandidatuur Letteren en Wijsbegeerte. Hij ging werken als ambtenaar op het Ministerie van Binnenlandse Zaken en hij was gedetacheerd bij verschillende ministers.
Thienpont was actief in de gemeentepolitiek in Maarkedal. Hij was er zes jaar OCMW-raadslid en daarna 12 jaar gemeenteraadslid. In 1995 werd hij burgemeester. Hij bleef burgemeester na de verkiezingen van 2000 en 2006. In 2011 besliste hij dat hij na 2012 zou stoppen als burgemeester en bij de verkiezingen van dat jaar geen nieuw bestuursambt meer te ambiëren.